# Ярославка (Амурская область)
Яросла́вка — село в Михайловском районе Амурской области России. Входит в состав Нижнеильиновского сельсовета.

## География
Село находится на правом берегу реки Дим (левый приток Амура), на расстоянии 5 км (по автодороге) к западу от села Нижняя Ильиновка, центра сельсовета, и 45 км (по автодороге через сёла Зелёный Бор, Красный Восток, Коршуновку и Нижнюю Ильиновку) к северу от села Поярково, административного центра района.

## Население
| 2002 | 2010 | 2012 | 2013 | 2014 | 2015 | 2016 |
| ---- | ---- | ---- | ---- | ---- | ---- | ---- |
| 132  | ↘94  | ↗95  | ↘94  | ↘89  | ↘86  | ↘73  |
| 2017 | 2018 |      |      |      |      |      |
| ↘71  | ↘68  |      |      |      |      |      |

## Улицы
В селе имеются две улицы: Новая и Центральная.

## Экономика
Сельскохозяйственные предприятия Михайловского района.